# Archaeocalamites
Archaeocalamites is een geslacht van uitgestorven varenachtige planten, verwant aan de paardenstaarten. Er zijn vertegenwoordigers bekend als fossielen vanaf het Boven-Devoon tot het vroeg-Perm (385 tot 275 miljoen jaar geleden), maar het hoogtepunt was het Mississippien, een tijdvak van het Carboon.
Fossielen van Archaeocalamites worden vooral in Europa en Noord-Amerika in zandsteenlagen gevonden.

## Naamgeving en etymologie
- Synoniemen: Pothocites, Pothocitopsis, Protocalamostachys (voor losse delen van de plant)

De botanische naam Archaeocalamites is een samenstelling van Oudgrieks ἀρχαῖος, archaios (oud) en κάλαμος, kalamos (riet of stengel).

## Kenmerken
Archaeocalamites zijn boomvormende planten met gelede, holle, tot 16,5 cm brede stengels, voorzien van in de lengte lopende groeven en ribbels, en met zijtakken op de knopen. De groeven liggen in elkaars verlengde en verspringen niet van knoop tot knoop, zoals bij Calamites. De bladeren zijn tot 10 cm lang, lijnvormig, twee- tot driemaal vertakt, en staan in kransen op de knopen van de eindtakken. De wortels staan ingeplant op een ondergrondse rizoom.
Op de top van de bebladerde eindtakken zit een sporenkegel of strobilus, waarvan de fossiele restanten, die dikwijls los van de plant worden gevonden, ook wel bekend zijn onder de naam Pothocites, Pothocitopsis en Protocalamostachys.

## Verspreiding en habitat
Archaeocalamites groeiden voornamelijk op natte tot zeer natte plaatsen, zoals oeverzones en spoelvlaktes van rivieren. Ze worden vooral in Europa (Frankrijk, Schotland en Spitsbergen) en Noord-Amerika (Arkansas, Illinois) in zandsteenlagen gevonden.

## Soortenlijst
In het geslacht zijn talrijke soorten beschreven, waarvan een groot aantal die tegenwoordig als verschillende ontwikkelingsstadia van dezelfde soort worden beschouwd. Hier volgt een onvolledige soortenlijst:
- Archaeocalamites esnostensis (Renault) Leistikow emend.
- Archaeocalamites goeppertii Solms-Laubach
- Archaeocalamites latixylon Renault
- Archaeocalamites radiatus Lacey & Eggert (1964)
- Archaeocalamites scrobiculatus Schlotheim

Orde Equisetales

Familie Archaeocalamitaceae † –
Geslacht: Archaeocalamites

Familie Calamitaceae –
Geslachten: Annularia · Arthropitys · Asterophyllites · Astromyelon · Calamites · Calamocarpon · Calamostachys · Cingularia · Mazostachys · Paleostachya

Familie Equisetaceae –
Geslacht: Equisetum

Orde Pseudoborniales †

Familie Pseudoborniaceae –
Geslacht: Pseudobornia

Orde Sphenophyllales †

Familie Sphenophyllaceae –
Geslacht: Sphenophyllum 